# Gare de Saint-Hippolyte-la-Vallée
Ne doit pas être confondu avec Gare de Saint-Hippolyte (Haut-Rhin) ou Gare de Montaignac-Saint-Hippolyte.
La gare de Saint-Hippolyte-la-Vallée était une gare ferroviaire française, de la ligne de Cabariot au Chapus. Elle était située près du village de la Bergerie, à moins de deux kilomètres au Sud-Sud-Est du bourg centre de la commune de Saint-Hippolyte, dans le département de la Charente-Maritime, en région Nouvelle-Aquitaine.
C'était une station lorsqu'elle fut mise en service, en 1889, par l'Administration des chemins de fer de l'État. Elle fermera en 1971, lors de l'arrêt du service des voyageurs sur la ligne.

## Situation ferroviaire
Établie à 8 mètres d'altitude, la gare de Saint-Hippolyte-la-Vallée était située au point kilométrique (PK) 3,176 de la ligne de Cabariot au Chapus entre les gares de Cabariot et de Saint-Agnant-les-Marais, s'intercale la halte de Trizay-Monthérault.
Gare d'évitement, elle disposait d'une deuxième voie, pour le croisement des trains.

## Histoire
L'installation d'une gare sur la commune de Saint-Hippolyte, se précise en 1880 avec une mise à l'enquête, dans le cadre du projet de ligne de Tonnay-Charente à Marennes et au Chapus. Le 20 décembre le ministre confirme qu'elle fait partie des points d'arrêts choisis.
La « station de Saint-Hippolyte » est mise en service le 17 février 1889 par l'Administration des chemins de fer de l'État, lorsqu'elle ouvre à une « exploitation restreinte » son « chemin de fer de Tonnay-Charente à Marennes et au Chapus ». L'ouverture officielle à une exploitation ordinaire de la « station de Saint-Hippolyte-la-Vallée » a lieu le 1er juillet 1889.
En 1896, la station de Saint-Hippolyte, comme celle de Cabariot, est équipée d'une « installation de communications téléphoniques » pour être en relation avec le service du Pont tournant de la Cèpe.
La ligne, et la gare, seront fermées au service des voyageurs le 26 septembre 1971

## Patrimoine ferroviaire
Le bâtiment voyageurs d'origine, est devenu une habitation. L'ancienne gare est située sur le parcours de la voie verte cyclable créée sur la plateforme de l'ancienne voie ferrée.